# Lò Thị Nu
Lò Thị Nu (sinh 1957) là đại biểu Quốc hội Việt Nam khóa X. Bà thuộc đoàn đại biểu Sơn La.
Ngày sinh: 20/5/1957
Giới tính: Nữ
Dân tộc: La Ha
Tôn giáo: Không
Quê quán: Xã Noong Lay, huyện Thuận Châu, Sơn La
Trình độ chuyên môn: Đại học Kinh tế quốc dân
Nghề nghiệp, chức vụ: Phó giám đốc Ngân hàng phục vụ người nghèo tỉnh Sơn La, Ủy viên Hội đồng Dân tộc của Quốc hội
Nơi làm việc: Ngân hàng phục vụ người nghèo tỉnh Sơn La
Nơi ứng cử: Sơn La
Đại biểu Quốc hội khoá: X
Đại biểu chuyên trách: Không
Đại biểu Hội đồng Nhân dân: Không